# Atherix amicorum
Atherix amicorum är en tvåvingeart som beskrevs av Thomas 1985. Atherix amicorum ingår i släktet Atherix och familjen bäckflugor.
Artens utbredningsområde är Marocko. Inga underarter finns listade i Catalogue of Life.